# Dead Silence
Dead Silence är en amerikansk skräckfilm från 2007 i regi av James Wan, med Ryan Kwanten, Amber Valletta, Donnie Wahlberg och Michael Fairman i rollerna.

## Handling
Det vilar en förbannelse över staden Raven's Fair sedan mordet på buktalaren Mary Shaw. En kvinna blev mördad och sonen försvann, sedan dess har det dött folk i staden och nu blir de till liv igen som dockor.

## Rollista
| Ryan Kwanten       | – Jamie Ashen    |
| Amber Valletta     | – Ella Ashen     |
| Donnie Wahlberg    | – Det. Lipton    |
| Michael Fairman    | – Henry Walker   |
| Joan Heney         | – Marion Walker  |
| Bob Gunton         | – Edward Ashen   |
| Laura Regan        | – Lisa Ashen     |
| Dmitry Chepovetsky | – Richard Walker |
| Judith Roberts     | – Mary Shaw      |
| Keir Gilchrist     | – Young Henry    |
| Steven Taylor      | – Michael Ashen  |